# Oskičtina
Oskičtina je vymřelý italický jazyk používaný cca v letech 500 – 50 před Kr. v dnešní středojižní a jižní Itálii.
Hovořili jím Oskové, ale i jiní Sabelové – jazyk byl poměrně rozšířený. Psal se oskickou abecedou odvozenou prostřednictvím etruštiny ze západní řečtiny.
Zachovalo se okolo 650 textů a nápisů, nejznámější jsou Tabula Bantina (cca 125 před Kr.), Bronzová tabule z Agnone (cca 250 před Kr.) a Cippus Abellanus (cca 150 před Kr.).

## Příklady

### Číslovky
| Oskicky          | Česky |
| vinvs, 𐌖𐌉𐌍𐌖𐌔     | jeden |
| dvs, 𐌃𐌖𐌔         | dva   |
| trís, 𐌕𐌓𐌝𐌔       | tři   |
| petora, 𐌐𐌄𐌕𐌏𐌓𐌀   | čtyři |
| pompe-, 𐌐𐌏𐌌𐌐𐌄-   | pět   |
| *sehs, *𐌔𐌄𐌇𐌔     | šest  |
| *seften, *𐌔𐌄𐌚𐌕𐌄𐌍 | sedm  |
| *vhto, *𐌅𐌇𐌕𐌏     | osm   |
| *nvven, *𐌍𐌅𐌅𐌄𐌍   | devět |
| *deken, *𐌃𐌄𐌊𐌄𐌍   | deset |

## Ukázka oskického textu
```
 Ekkum[svaí píd herieset
 trííbarak[avúm tereí púd
 liímítú[m] pernúm [púís
 herekleís fíísnú mefi[ú
 íst, ehtrad feíhúss pú[s
 herekleís fíísnam amfr
 et, pert víam pússtíst
 paí íp íst, pústin slagím
 senateís suveís tangi
 núd tríbarakavúm lí
 kítud. Íním íúk tríba
 rakkiuf pam núvlanús
 tríbarakattuset íúk trí
 barakkiuf íním úíttiuf
 abellanúm estud. Avt
 púst feíhúís pús físnam am
 fret, eíseí tereí nep abel
 lanús nep núvlanús pídum
 tríbarakattíns. Avt the
 savrúm púd eseí tereí íst,
 pún patensíns, múíníkad ta[n
 ginúd patensíns, íním píd e[íseí
 thesavreí púkkapíd ee[stit
 a]íttíúm alttram alttr[ús
 h]erríns. Avt anter slagím
 a]bellanam íním núvlanam
 s]úllad víú uruvú íst. edú 
 e]ísaí víaí mefiaí teremen
 n]iú staíet.
```

## Vzorový text
Pis pocapit post exac comno hafiest
meddis dat castrid loufir en eitnas,
factud pous touto deciuatuns tanginom
deicaus, siom dateizase idie tangineis deicum,
pod ualaemom touticom tadait ezum,
nep fefacid pod pis dat eizac egmad
mins deiuaid dolud malud.